# Pelecocythere
Pelecocythere is een geslacht van kreeftachtigen uit de klasse van de Ostracoda (mosselkreeftjes).

## Soorten
- Pelecocythere fenestrata (Brady, 1880)
- Pelecocythere foramena Whatley & Coles, 1987
- Pelecocythere galleta Whatley, Chadwick, Coxill & Toy, 1988
- Pelecocythere purii Neale, 1988
- Pelecocythere sinecaudata Herrig, 1992 †
- Pelecocythere sylvesterbradleyi Athersuch, 1979
- Pelecocythere trinidadensis (Bold, 1960) Whatley & Coles, 1987